# Furcula nigrofasciata
Furcula nigrofasciata är en fjärilsart som beskrevs av Leo Schwingenschuss 1953. Furcula nigrofasciata ingår i släktet Furcula och familjen tandspinnare. Inga underarter finns listade i Catalogue of Life.